# Bruce Stocker
Bruce Arnold Dunbar Stocker (Inglaterra, 26 de maio de 1917 – Palo Alto, 30 de agosto de 2004), foi um microbiologista e imunologista estadunidense, professor da Universidade Stanford.
Recebeu o Prêmio Paul Ehrlich e Ludwig Darmstaedter de 1965. Foi eleito membro da Royal Society em 1966.